# Masmuda
Los masmuda fueron uno de los más grandes grupos tribales bereberes confederados en el Magreb, junto con los zanata y los sanhaya.

## Historia
Los masmuda se establecieron a lo largo del actual Marruecos. Eran sedentarios que practicaban la agricultura. La aristocracia masmuda residía en Agmat en el Alto Atlas. Desde el siglo X, las tribus sanhaya y zanata invadieron las tierras de los masmuda, seguidos en el siglo XII por los beduinos árabes (Banu Hilal).
Ibn Túmart unió a las distintas tribus masmuda al inicio del siglo XII y fundó los almohades que, con el tiempo, ocuparían el Magreb y Al-Ándalus. Con la caída de los almohades, sin embargo, las características de las formas de vida de los masmuda pervivieron. Algunos pueblos descendientes de los masmuda son los haha y los chleuh en el Atlas.
Es posible que las Rocas de Masmut, en Peñarroya de Tastavins (Matarraña, Teruel) deban su nombre a este pueblo. [cita requerida]
- Datos: Q1572273